# Scotura nervosa
Scotura nervosa är en fjärilsart som beskrevs av William Schaus 1896. Scotura nervosa ingår i släktet Scotura och familjen tandspinnare. Inga underarter finns listade.